# Stazione di Milano Tibaldi
La stazione di Milano Tibaldi è una fermata ferroviaria situata sulla linea di cintura sud di Milano, nel quartiere Morivione. Prende il nome da viale Tibaldi, uno dei viali che compongono il tratto meridionale della circonvallazione esterna.
È indicata nei cartelli di banchina come Milano Tibaldi Università Bocconi, data la sua vicinanza al campus dell'omonimo ateneo.

## Storia
I lavori di costruzione della fermata hanno avuto inizio nel giugno 2020. Ad aprile 2022 i lavori sono arrivati alla fase finale. L'inaugurazione è avvenuta lunedì 5 dicembre 2022, mentre l'entrata in servizio è avvenuta l'11 dicembre successivo. Al 2024, si tratta della più recente tra le 24 stazioni e fermate in esercizio nel nodo ferroviario di Milano.
Per la costruzione RFI ha investito 22 milioni di euro. L'infrastruttura è stata in parte finanziata nel contesto del progetto Clever Cities promosso dall'Unione Europea.

## Strutture e impianti
La fermata dispone di due binari per il servizio viaggiatori, uno per ogni senso di marcia, serviti da due banchine laterali lunghe 250 m e situate a un'altezza di 55 cm dal piano del ferro. Le pensiline hanno una lunghezza di 150 m.

## Movimento
La fermata è servita dai treni della linea S9 (Saronno-Albairate Vermezzo) del servizio ferroviario suburbano di Milano, tra le fermate di Milano Romolo e Milano Porta Romana.
I treni provenienti da Albairate fermano al minuto 8 e 38, quelli provenienti da Saronno fermano al minuto 21 e 51.
I binari sono disposti nel seguente modo:
- 1: i treni S9 provenienti da Albairate-Vermezzo, diretti a Saronno.
- 2: i treni S9 provenienti da Saronno, diretti a Albairate-Vermezzo.

## Interscambi
Nelle vicinanze della stazione effettuano fermata alcune linee urbane di superficie, tranviarie e filoviarie, gestite da ATM.
- Fermata tram (Tibaldi, linea 15)
- Fermata filobus (Tibaldi, linee 90 e 91)